# Clubland X-Treme Hardcore
Clubland X-Treme Hardcore est une série de compilations fondée par la branche musicale Clubland, publiée par les labels Universal Music TV et All Around the World. Initiée par les DJ et producteurs britanniques Hixxy et Darren Styles, cette série a été considérée comme un tournant dans la popularité de la scène musicale hardcore.

## Chronologie
| Titre                       | Mixé par                             | Date de sortie   | Catalogue # | Meilleure position | Meilleure position | Certification |
| Titre                       | Mixé par                             | Date de sortie   | Catalogue # | UK Comp            | UK Dance           | Certification |
| --------------------------- | ------------------------------------ | ---------------- | ----------- | ------------------ | ------------------ | ------------- |
| Clubland X-Treme            |                                      | 17 avril 2003    |             | 2                  | –                  | - UK : Or     |
| Clubland X-Treme 2          |                                      | 19 avril 2004    |             | 2                  | –                  | - UK : Argent |
| Clubland X-Treme Hardcore   | Darren Styles, Breeze, Hixxy         | 2 mai 2005       | 982 969-6   | 1                  | –                  | - UK : Or     |
| Clubland X-Treme Hardcore 2 | Darren Styles, Breeze, Hixxy         | 6 février 2006   | 983 786-6   | 1                  | –                  | - UK : Or     |
| Clubland X-Treme Hardcore 3 | Darren Styles, Breeze, Hixxy         | 11 décembre 2006 | 172 019-7   | 11                 | –                  | - UK : Or     |
| Clubland X-Treme Hardcore 4 | Darren Styles, Breeze, Hixxy         | 3 décembre 2007  | 175 580-9   | 7                  | –                  | - UK : Or     |
| Clubland X-Treme Hardcore 5 | Darren Styles, Breeze, Hixxy         | 8 décembre 2008  | 531 503-9   | 15                 | –                  | - UK : Argent |
| Clubland X-Treme Hardcore 6 | Darren Styles, Breeze, Hixxy         | 7 décembre 2009  | 532 395-4   | 19                 | –                  |               |
| Clubland X-Treme Hardcore 7 | Darren Styles, Breeze, Hixxy         | 27 décembre 2010 | 533 230-7   | 4                  | 7                  |               |
| Clubland X-Treme Hardcore 8 | Darren Styles, Breeze, Re-Con, Hixxy | 16 janvier 2012  |             | 4                  | 6                  |               |
| Clubland X-Treme Hardcore 9 | Darren Styles, Breeze, Hixxy, Gammer | 18 mars 2013     |             | 3                  | 6                  |               |
| 100 % Clubland X-Treme      |                                      | 23 mars 2018     |             |                    |                    | - UK : Argent |